# أسقطور مخملي
الأسقطور المُخملي أو الدُمْيَة السمراء أو الأُسْكُوتَر المخملي (الاسم العلمي: ) هو بط غواص بحري كبير القد يُفرخ في الأصقاع الشمالية لأوروبا وآسيا غرب نهر ينسي حيث يُفرخ في المُسطحات المائية للغابات الشمالية والتندرة القُطبية ويشتو في مياه البحر والسواحل حيث يَسرُبُ بأعدادٍ كبيرة، ويغوص بحثًا عن غذائه من القشريات والرخويات.

## التصنيف
وَصف عالم الطبيعة السويدي كارولوس لينيوس الأسقطور المُخملي علميًا لأول مرة في عام 1758 في الطبعة العاشرة من كتابه نظام الطبيعة بالاسم العلمي Anas fusca. حدد لينيوس موقع العينة النمطية على أنه البحار الأوروبية ولكنه اقتصر ذلك على الساحل السويدي عام 1761. يُعد الأسقطور المخملي حاليًا أحد الأنواع الست المدرجة في جنس البط الأسود الذي قدمه في عام 1822 عالم الحيوان الألماني فريدريش بوي. اسم الجنس يجمع بين الكلمتين اليونانيتين القديمتين melas والتي تعني "أسود" و netta والتي تعني "بطة". الاسم المحدد fusca هو من الكلمة اللاتينية fuscus والتي تعني "أدكن" أو "أسود" أو "بُني". يُعد هذا الطائر أحادي النوع حيث لا تُصنف له أي نُوَيعة.
كان الأسقطور المخملي يُصنف سابقًا نوعًا واحدًا مع الأسقطور الأعصم (Melanitta deglandi) من أمريكا الشمالية الأسقطور السيبيري (Melanitta stejnegeri) من شرق سيبيريا وشمال غرب منغوليا.

## الوصف
يُعد الأسقطور المُخملي بطًا بحريًا كبير القد نسبيًا ذو رقبة ثخينة ومنقار عريض طويل وذيل مُستدق. يُراوح طول الأسقطور المُخملي مابين 51 و58 سم وباع الجناحين بين 86 و99 سم، وتزن الذكور ما بين 1173 و2104 غرام والإناث بين 1140 و1895 غرامًا. للذكور البالغة كِسوة سوداء لمَّاعة بالكامل وتكون أبهت شتاءً مع جوانب مُرقشة خافتة، والعين رمداء شاحبة ذات بؤبؤ أسود وتحتها مُباشرة علامة بيضاء هِلالية الشكل والمنقار أصفر أو أصفر ضارب للبُرتقالي وطرفُهُ وردٌ مُحْمَّر وعُجرة المِنقار سوداء، الساقان وردتان ضاربتان للحُمرة ذاك كفوف مُسوَدَّة. الأنثى أكدر وأشحب لونًا حيث أن كِسوتها بُنية دكناء ولديها لطخات بيضاء مُرمدة على جانبي الرأس بين العين والمنقار وعند كِساء الأذن والمنقار أسود زيتوني والعين بُنية دكناء والساقان حمراء شاحبة مُسوَدَّة. الخوافي وأكسية الجناح الكُبرى عند الجِنسين بيضاء تُشكل شريط جناح مُستطيل الشكل يظهر عند الطيران بوضوح.
الطيور اليافعة تُشبه الإناث لكن صدرها أشحب لونًا ولطخات الرأس أكبر أكثر ابيضاضًا، المنقار لدى الذكور قد يتلون مُبكرًا في الربيع لكنه سيفتقد عُجرة المنقار لدى البوالغ وتكتسب كِسوة البالغين في خريفها الثاني. الذكور اليافعة بُنية كدراء أو سوداء عمومًا وتتنوع الرُقش على ظهرها بالأسود بين فرد لآخر.

## الانتشار والموطن
يُفرخ هذا الطائر في إسكندنافيا وإستونيا شرقًا حتى نهر ينيسي، ووسط سيبيريا وجنوبًا حتى كازاخستان؛ مع جمهرات معزولة في تركيا وأرمينيا وجورجيا. ويشتو في المناطق المعتدلة جنوبًا في سواحل وسط غرب أوروبا حتى جنوب بريطانيا العظمى، وتصل أعداد صغيرة إلى فرنسا وشمال إسبانيا وفي البحر الأسود وبحر قزوين.
تحتضن بحيرة تاباتسكوري في منطقة سامتسخه-جافاخيتي في جورجيا، آخر جمهرة للأسقطور المخملي في القوقاز. أظهرت الدراسات التى أُجريت حول هذه الجمهرة عامي 2017 و2018 وجود ما بين 25 و35 زوجًا في البحيرة، ويُعشش منها عدد أقل. حُدد التنافس على مواقع التعشيش، وافتراس النوارس، والإزعاج الناجم عن أنشطة صيد السمك عواملًا مساهمة في معدلات التفريخ التي عُدت "ضعيفة".
يُفرخ هذا النوع في المسطحات المائية العذبة الصغيرة في الغابات الشمالية والتندرة القطبية، وأحيانًا في المناطق الداخلية، وأحيانًا على طول الشواطئ المشجرة لبحر البلطيق.
1. 1 2  "Research and conservation of the velvet scoter in Georgia". Conservation Leadership Programme (بالإنجليزية البريطانية). Archived from the original on 2025-01-20. Retrieved 2023-09-09.